# أندريس جيربر
أندريس جيربر (26 أبريل 1973 بسويسرا - ) هو مدرب كرة قدم ولاعب كرة قدم سويسري في مركز الدفاع. شارك مع منتخب سويسرا لكرة القدم. أما مع النوادي، فقد لعب مع نادي ثون ونادي غراسهوبر زيوريخ ونادي لوزان ونادي يانغ بويز.

## مسيرته الكروية
لعب أندريس جيربر خلال مسيرته الاحترافية مع 4 أندية في ثمانية عشر موسمًا وسجل خلالها 39 هدفًا ضمن 432 مباراة. حيث فاز في موسم واحد بالكأس وفي موسمين بالدوري.
خاض أندريس جيربر مسيرته مع نادي يانغ بويز في موسم 1992–93 ليلعب معه سبعة مواسم، مشاركًا في 132 مباراة سجل خلالها 11 هدفًا. ثم انتقل إلى نادي لوزان في موسم 1998–99 ولمدة موسمين، حيث شارك في 60 مباراة سجل خلالها 11 هدفًا أيضًا. لينتقل بعدها إلى نادي غراسهوبر زيوريخ في موسم 2000–01 واستمر معه طيلة ثلاثة مواسم، مشاركًا في 87 مباراة سجل خلالها هدفين. ثم انتقل إلى نادي ثون في موسم 2003–04 ليلعب معه ستة مواسم، مشاركًا في 153 مباراة سجل خلالها 15 هدفًا.

## وصلات خارجية
- أندريس جيربر على موقع الاتحاد الأوربي (الإنجليزية)
- أندريس جيربر على موقع قاعدة بيانات كرة القدم.إي يو (الإنجليزية)
- أندريس جيربر على موقع ناشيونال فوتبول تيمز (الإنجليزية)
- أندريس جيربر على موقع Soccerbase.com (لاعب) (الإنجليزية)
- أندريس جيربر على موقع Soccerway.com (الإنجليزية)
- أندريس جيربر على موقع عالم كرة القدم.نت (الإنجليزية)